# Седан (город, Миннесота)
Седан (англ. Sedan) — город в округе Поп, штат Миннесота, США. На площади 1,3 км² (1,3 км² — суша, водоёмов нет), согласно переписи 2002 года, проживают 65 человек. Плотность населения составляет 49,5 чел./км².
- Телефонный код города — 320
- Почтовый индекс — 56334
- FIPS-код города — 27-59188[1]
- GNIS-идентификатор — 0651838[2]